# Выльгурт (Глазовский район)
Выльгу́рт — деревня в Глазовском районе Удмуртии, в составе Верхнебогатырского сельского поселения.
Название переводится с удмуртского языка как «новая деревня».

## География
Улицы деревни:
- Выльгуртская

## Население
| 2010 | 2012 |
| ---- | ---- |
| 22   | ↘21  |

Численность постоянного населения деревни составляет 24 человека (2007).